# Pumpernikiel

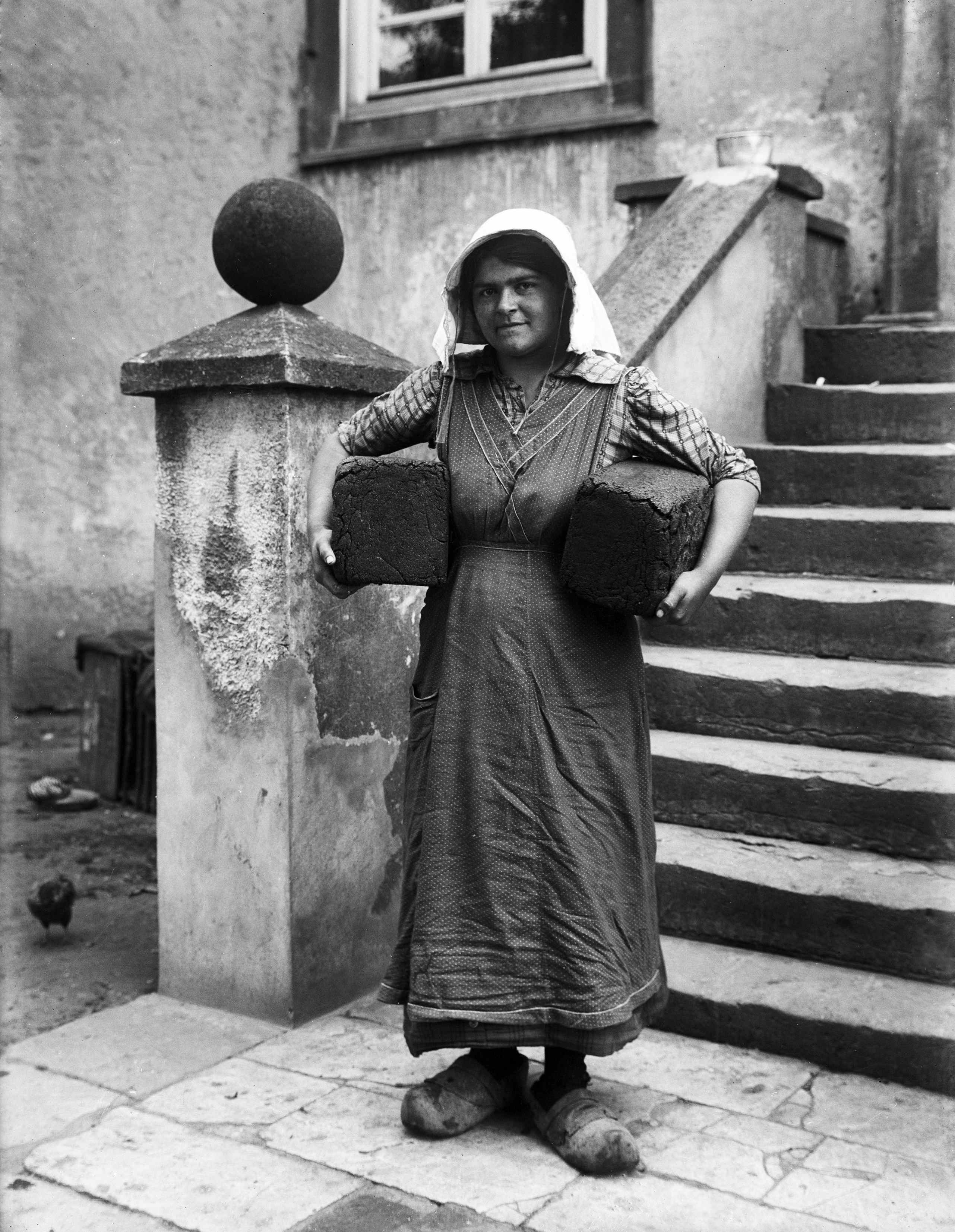
Kobieta z dwoma bochnami pumpernikla (Westfalia, 1919)

Pumpernikiel – ciemny chleb razowy, pieczony w formie, na zakwasie, z mąki żytniej oraz dodatkiem melasy, miodu lub ekstraktu z jabłek oraz słodu i soli. Charakterystyczną cechą jego produkcji jest pieczenie ciasta w niskiej temperaturze – około 120–150 °C, ale przez czas aż 10–16 godzin, według innej z wersji 18 – 20 godzin. Następnie układa się go w specjalnym pomieszczeniu, gdzie leżakuje i dojrzewa. 
Chleb ten ma barwę brunatną, czasem prawie czarną. Ma słodko-kwasowo-winny smak i kwasowo-słodkowo-miodowy zapach.
Wartości odżywcze: 100 gramów gotowego pumpernikla zawiera około 48 g węglowodanów, 5 g białek i 1,5 g tłuszczów, przy wartości energetycznej 950 kJ (~230 kcal).
Do sprzedaży dostarczany jest pocięty na cienkie (5−6 mm) kromki i zapakowany w sposób utrudniający wyschnięcie. Jest pieczywem o stosunkowo długim terminie przydatności do spożycia (pół roku w szczelnym opakowaniu, kilka tygodni po otwarciu opakowania).
Prawdopodobnie pochodzi z Niemiec (Westfalia). Nazwa w języku niemieckim oznaczała w XVII wieku zakalec, trudny do strawienia chleb.
Pumpernikiel od 2009 roku wpisany jest na Listę produktów tradycyjnych województwa pomorskiego w kategorii Wyroby piekarnicze i cukiernicze.